# روبرت بلاك (ملحن)
روبرت بلاك (بالإنجليزية: Robert Black)‏ هو موزع وملحن وعازف بيانو أمريكي، ولد في 28 أبريل 1950، وتوفي في 14 نوفمبر 1993 بسبب سرطان.

## وصلات خارجية
- روبرت بلاك على موقع ميوزك برينز (الإنجليزية)